# Kedung Banteng (Sukorejo)
Kedung Banteng is een bestuurslaag in het regentschap Ponorogo van de provincie Oost-Java, Indonesië. Kedung Banteng telt 4727 inwoners (volkstelling 2010).